# Ron Staniforth
Ronald „Ron” Staniforth (Manchester, 1924. április 13. – Barrow in Furness, 1988. október) angol labdarúgóhátvéd, edző.
Az angol válogatott tagjaként részt vett az 1954-es labdarúgó-világbajnokságon.